# Chrysoblephus
Chrysoblephus là một chi cá trong Họ Cá tráp (Sparidae).

## Các loài
Chi này gồm có các loài sau:
- Chrysoblephus anglicus (Gilchrist & Thompson, 1908)
- Chrysoblephus cristiceps (Valenciennes, 1830)
- Chrysoblephus gibbiceps (Valenciennes, 1830) Đây là loài cá sống ở vùng nước lạnh, có ngoại hình khá giống với cá la hán với cái trán gù lì lợm, con trưởng thành có thể dài đến 75 cm và nặng đến 5,8 kg, là động vật săn mồi, chúng sống ở Đông Cape.
- Chrysoblephus laticeps (Valenciennes, 1830) Là loài cá tầm trung, có thể nặng đến 4,2 kg.
- Chrysoblephus lophus (Fowler, 1925)
- Chrysoblephus puniceus (Gilchrist & Thompson, 1908)